# Paolo Bacigalupi
Paolo Bacigalupi är en amerikansk science fiction- och fantasyförfattare från Colorado. Hans novell The Calorie Man vann 2006 års Theodore Sturgeon-pris.
Debutromanen The Windup Girl från 2009 belönades år 2010 med Hugo, Nebula och John W. Campbellpriset för bästa roman.
Vid sidan om författandet är Bacigalupi webmaster för High Country News sedan början av 2003.

## Utmärkelser och nomineringar
- 2010: Vinnare av Hugopriset, Nebulapriset och John W. Campbellpriset för bästa roman för The Windup Girl.
- 2007: Nominerad till Hugopriset för bästa långnovell för Yellow Card Man (Asimov's Science Fiction december 2006)
- 2006: Nominerad till Hugopriset för bästa långnovell för The Calorie Man (The Magazine of Fantasy & Science Fiction 2005)